# Фоси (Анкона)
Фоси је насеље у Италији у округу Анкона, региону Марке.
Према процени из 2011. у насељу је живело 12 становника. Насеље се налази на надморској висини од 344 м.